# Polizei-Führungsakademie

Logo

Die Polizei-Führungsakademie (PFA) war die zentrale Polizeischule für den höheren Polizeidienst und lag im Münsteraner Stadtteil Hiltrup in Westfalen. Träger war das Land Nordrhein-Westfalen, die Kosten wurden von den Landespolizeien kofinanziert.
Mit Beschluss des nordrhein-westfälischen Landtags vom 27. Januar 2005 ging die Polizeiführungsakademie zum 1. März 2006 in die Deutsche Hochschule der Polizei auf, die sich seitdem am gleichen Standort befindet.

## Aufgaben
Zu ihren Aufgaben zählten:
- Ausbildung für den höheren Polizeivollzugsdienst des Bundes und der Länder als Ratsanwärter
- Fortbildung der Beamten des höheren Polizeidienstes des Bundes und der Länder
- Pflege und Förderung internationaler Beziehungen zu den Polizeien anderer Länder
- Forschung auf dem Gebiet des Polizeiwesens am Polizeitechnischen Institut (PTI)

Die Ausbildung umfasste:
- Führung, Organisations- und Wirtschaftswissenschaften (Fachbereich I)
- Polizeiliches Management (Fachbereich II)
- Rechts- und Sozialwissenschaften (Fachbereich III)
- Sprachausbildung (Englisch, Französisch, Italienisch, Spanisch)

## Gründung

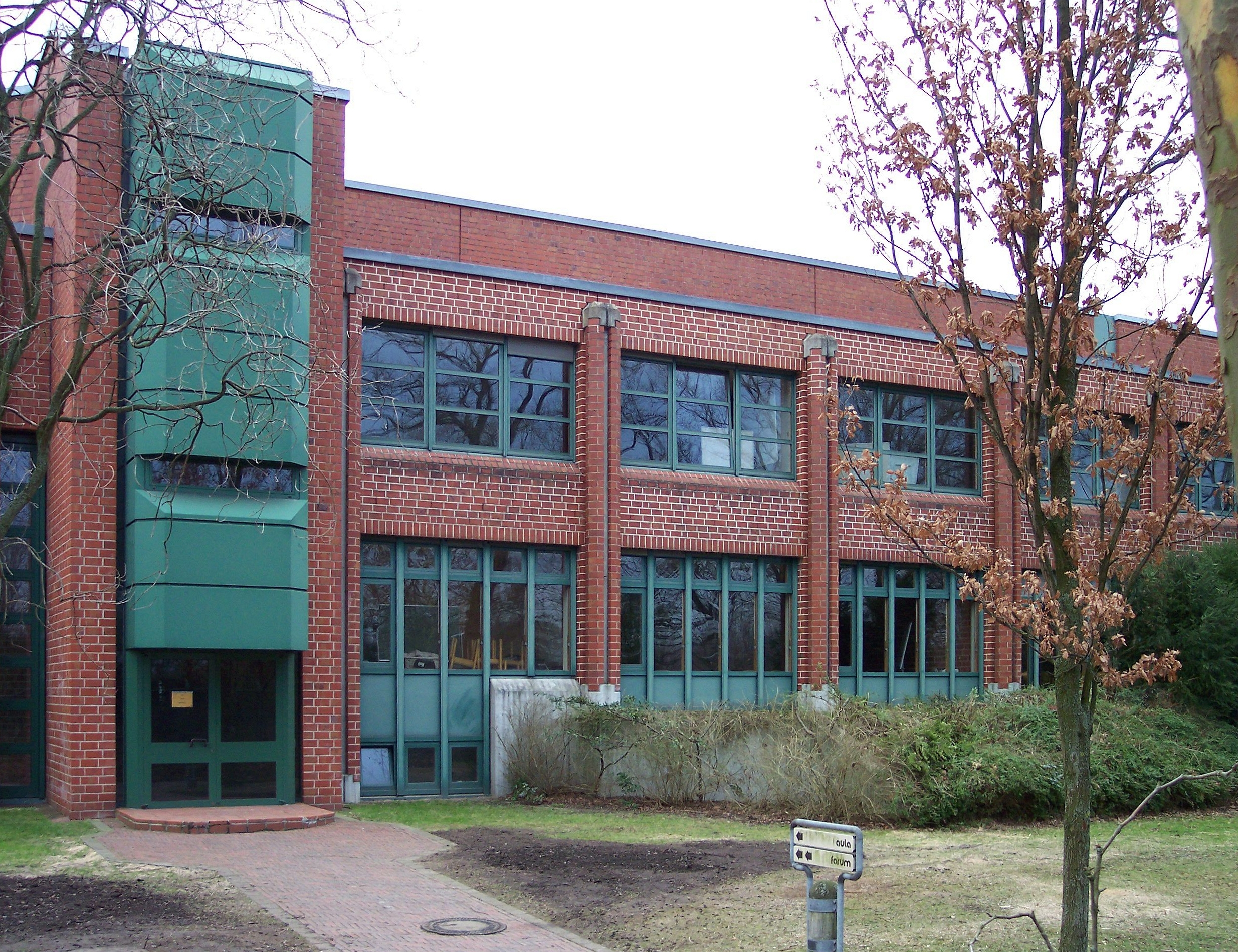
Aula der Polizei-Führungsakademie

Die Einrichtung wurde 1945 nach dem Zweiten Weltkrieg auf Befehl der britischen Militärregierung unter der Bezeichnung „Zentral-Polizeischule Hiltrup“ gegründet. Der Lehrgangsbetrieb begann bereits im Juli 1945. Die Polizeischule war innerhalb der britischen Besatzungszone die zentrale Einrichtung, an der Lehrpersonal für die regionalen Polizeischulen innerhalb der britischen Zone, wie die Landespolizeischule Niedersachsen in Hann. Münden, ausgebildet wurde.